# Dicranum flagellare
Dicranum flagellare là một loài Rêu trong họ Dicranaceae. Loài này được Hedw. mô tả khoa học đầu tiên năm 1801.

## Hình ảnh

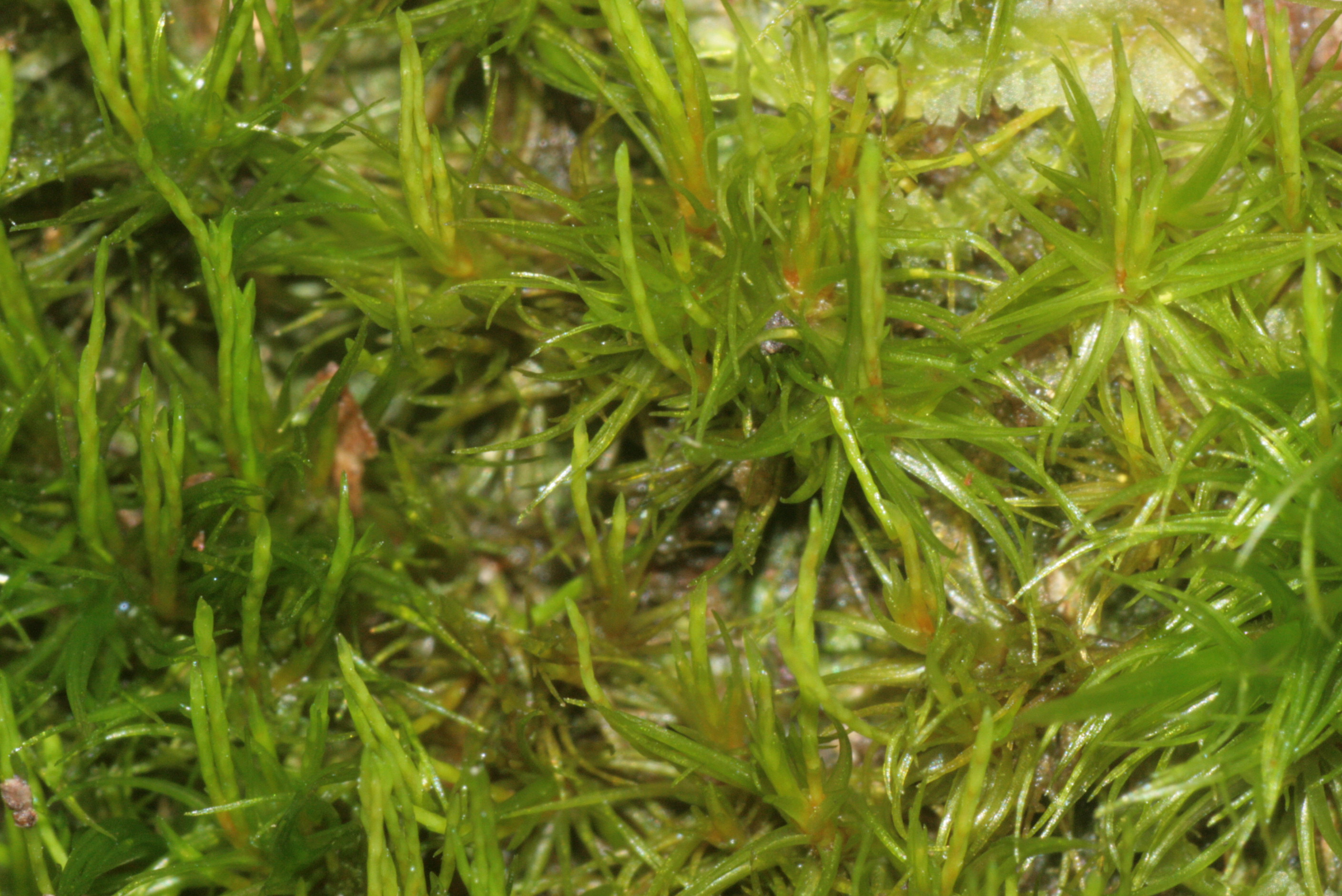
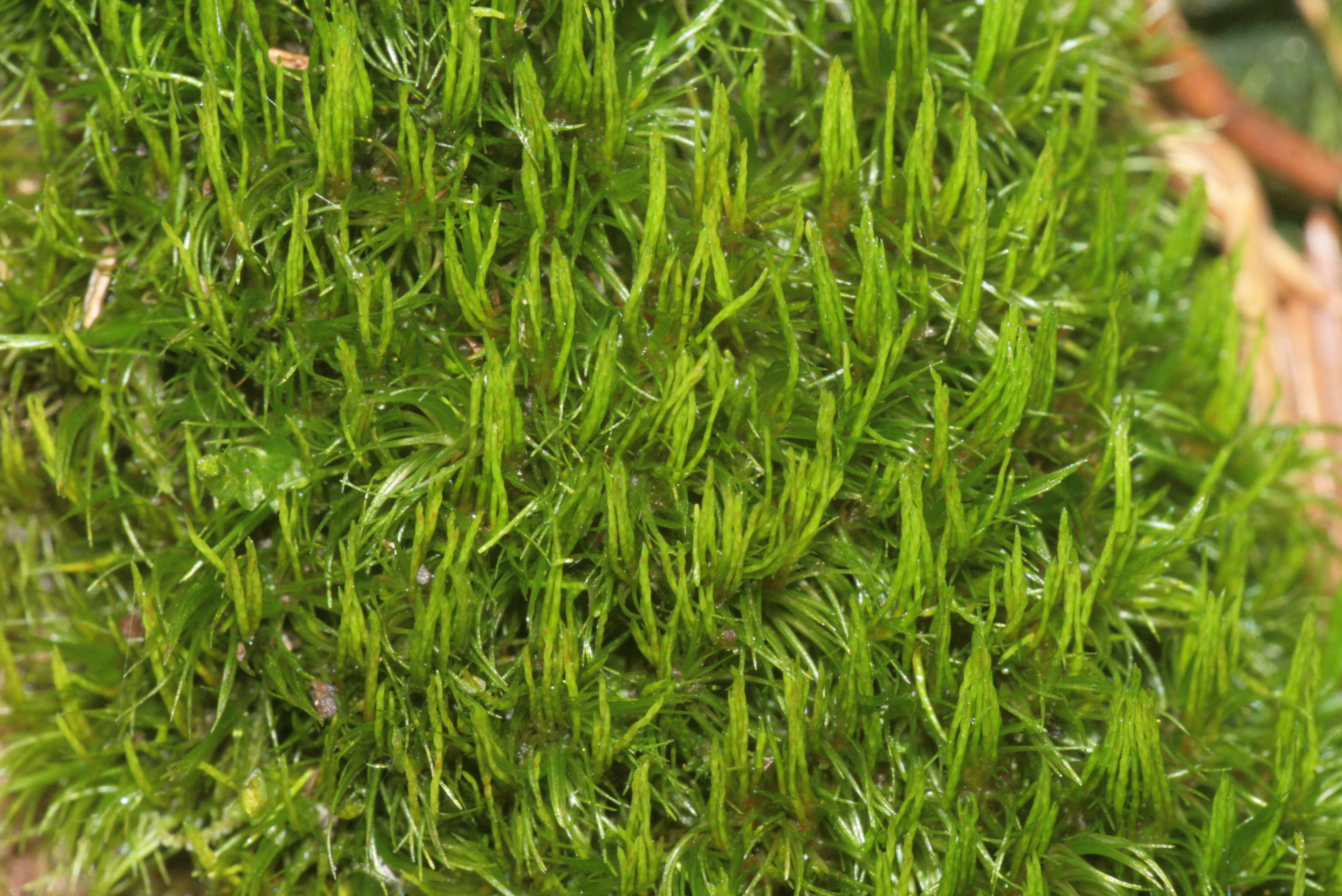
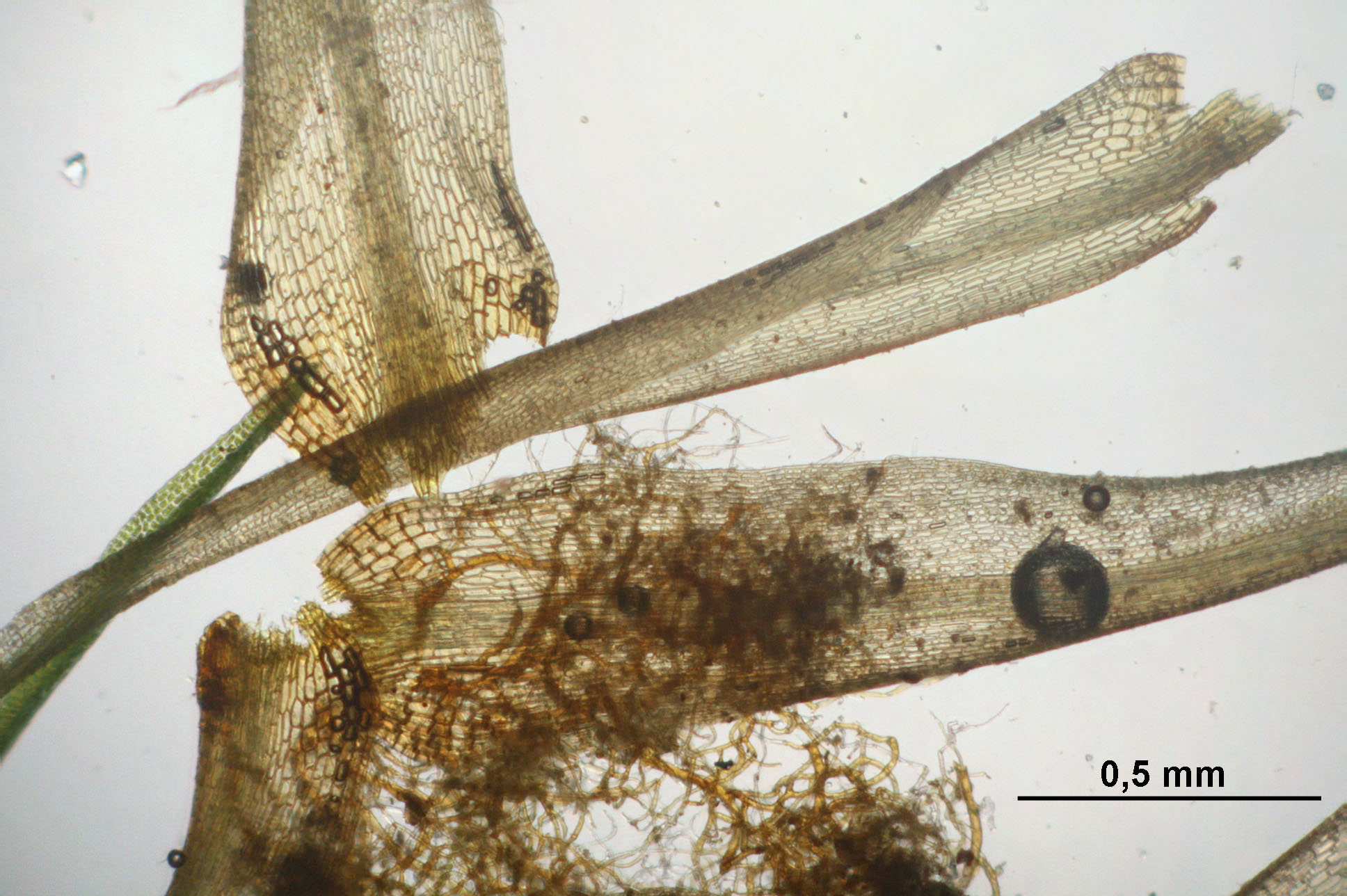
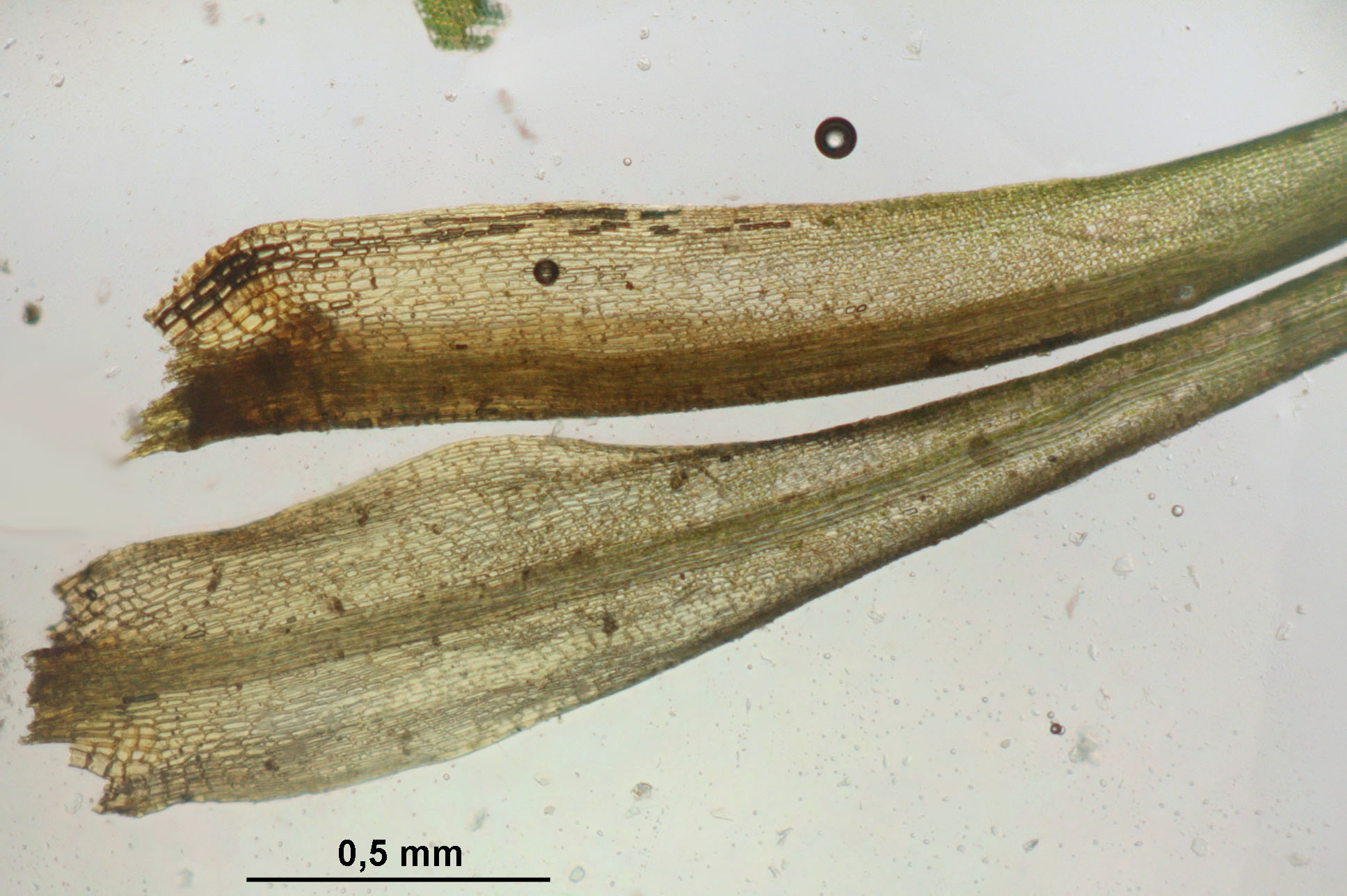